# Borek Strzeliński
Borek Strzeliński (niem. Großburg) – wieś w Polsce położona w województwie dolnośląskim, w powiecie strzelińskim w gminie Borów.

## Podział administracyjny
W latach 1945–1954 siedziba gminy Borek Strzeliński. W latach 1954–1972 wieś należała i była siedzibą władz gromady Borek Strzeliński. W latach 1975–1998 miejscowość administracyjnie należała do województwa wrocławskiego.

## Nazwa
Nazwa pochodzi od polskiej nazwy borek, zdrobnienia od staropolskiej nazwy lasu iglastego – boru. Heinrich Adamy w swoim dziele o nazwach miejscowości na Śląsku wydanym w 1888 roku we Wrocławiu wymienia jako najstarszą zanotowaną nazwę miejscowości Borek podając jej znaczenie "Gross Waldchen" czyli po polsku "Wielki gaik, lasek, borek". Pierwotna polska nazwa Borek została później przez Niemców zgermanizowana na Großburg tracąc swoje pierwotne znaczenie.

## Zabytki
Do wojewódzkiego rejestru zabytków wpisane są:
- kościół parafialny pw. św. Antoniego i św. Wawrzyńca. Kościół w źródłach pojawia się od drugiej połowy XIII wieku, zbudowany w stylu wczesnogotyckim. Przebudowany został w 1579 roku w stylu renesansowym, a następnie zbarokizowany w 1. połowie XVIII wieku. Do tej pory zachowały się dwa gotyckie portale (z 1380 roku i z końca XV wieku), portal renesansowy i barokowy, wszystkie wykonane z piaskowca. Oprócz tego drzwi gotyckie, okute (z 1519 roku) oraz barokowe (z początku XVIII wieku). W środku wyposażenie głównie barokowe, w tym drewniany strop polichromowany z przełomu XVII/XVIII wieku, prospekt organowy z XVII wieku, ołtarz główny i ambona z XVIII wieku. Oprócz tego osiem płyt nagrobnych od renesansowych po klasycystyczne, głównie piaskowcowe, ale jedna marmurowa. W wieży zamontowany jest dzwon spiżowy z 1850 roku. Kościół przebudowany w latach 1912–1913. W kościele odprawiano polskie nabożeństwa do 1811r. Świadczy to o częściowym jeszcze polskim charakterze okolicy na początku XIX w.
- zespół pałacowy, z 1840 r.:
  - pałac z 1840 r., neoklasycystyczny, przebudowany następnie z dodaniem elementów neogotyckich, znajduje się nieopodal kościoła. Pałac zbudowany jest na planie prostokąta z kwadratową wieżą od strony wschodniej. Po II wojnie światowej był siedzibą miejscowego PGR-u. W latach 90. XX wieku, po likwidacji PGR-u, stał się własnością Agencji Własności Rolnej Skarbu Państwa, a następnie ANR (Agencja Nieruchomości Rolnych. W roku 2011 pałac wraz z parkiem został sprzedany osobie prywatnej. W 2019 roku w pałacu nagrano teledysk  Lay Low autorstwa Roksany Węgiel.
  - park z aleją lipową
- pałac tzw. zarządcówka, z 1790 r., przebudowany w połowie XIX wieku; ostała się w pobliżu pałacu oficyna dworska zbudowana w stylu neoklasycystycznym. Za czasów istnienia miejscowego PGR-u przeznaczona była dla jego pracowników

inne zabytki:
- domy znajdujące się w pobliżu kościoła, na ul. św. Floriana, są również warte uwagi; neobarokowy dom z 1901 roku w którym dawniej mieścił się ośrodek zdrowia oraz dom z widoczną na fasadzie rokiem budowy – 1887
- pomnik ku pamięci poległych w I wojnie światowej, znajduje się w centrum miejscowości. W roku 2002 odbyła się renowacja pomnika, od tego czasu każda ze stron pomnika jest poświęcona innemu wydarzeniu: II wojnie światowej, 2000 lat chrześcijaństwa, 1000-lecie Archidiecezji wrocławskiej oraz 700-lecie murowanego kościoła w Borku Strzelińskim
- trzy monolitowe krzyże kamienne, pochodzące najprawdopodobniej z późnego średniowiecza przy drodze w kierunku Jaksina; na jednym znajduje się ryt krzyża, na drugim - miecza; jedna z hipotez tłumaczy ich powstanie tym, że są to tzw. krzyże pokutne; hipoteza ta nie ma jednak oparcia w żadnych dowodach i ukuta jest wyłącznie na nieuprawnionym, błędnym założeniu, że wszystkie stare kamienne monolitowe krzyże, są krzyżami pokutnymi[9].

## Służba zdrowia i oświata
W miejscowości znajduje się wiejski ośrodek zdrowia oraz jedna z trzech w gminie szkół podstawowych w której uczniowie mają do dyspozycji nowoczesne sale lekcyjne, salę gimnastyczną oraz salę informatyczną. Nieopodal mieści się filia biblioteki gminnej, która teraz przeniosła się do nowego Gminnego Centrum Kultury mieszczącego się na osiedlu.

## Sport
W miejscowości działa (od 1986 roku) klub piłkarski KP 86 Borek Strzeliński oraz znajduje się stadion piłkarski o pojemności 1000 miejsc (w tym: 100 siedzących) z boiskiem o wymiarach: 92 × 50 m. Drużyna od wielu lat prowadzi rozgrywki w B-klasie. W sezonie 2015/2016 gra w grupie Wrocław VI. Największym sukcesem zespołu był awans do A-klasy grupa: Wrocław IV, wywalczony w sezonie 2006/2007 (w następnym sezonie klub zajął przedostatnią, 13. pozycję i powrócił do rozgrywek w B-klasie, grupa: Wrocław VI).

## Straż pożarna
Przy ul. św. Floriana znajduje się Remiza Ochotniczej Straży Pożarnej.

## Transport
Przez Borek Strzeliński przechodzi droga wojewódzka nr 395 łącząca Wrocław ze Strzelinem, Ziębicami i granicą czeską, oraz 5 innych dróg lokalnych łączące miejscowość z sąsiednimi wsiami. Około 12 km od Borka Strzelińskiego znajduje się ważna trasa międzynarodowa – Autostrada A4.
Od roku 1910 przez miejscowość przechodziła linia kolejowa łącząca Boreczek z Oławą, aż do roku 1966, kiedy to została zamknięta, a w roku 1973 zlikwidowana. W miejscu Borek Strzeliński pozostał plac przeładunkowy oraz elewator będący budynkiem kolejowym.